# Rubus acanthodes
Rubus acanthodes — вид квіткових рослин з родини трояндових (Rosaceae). Ареал: Польща, Чехія, Німеччина.